# Savalou
Savalou és una comuna beninesa que pertany al departament de Collines.
L'any 2013 la comuna tenia 144.549 habitants.
Se situa en l'encreuament de les carreteres RNIE3 i RNIE5. El seu territori és fronterer amb la regió dels Altiplans de Togo.

## Subdivisions
Comprèn els següents arrondissements:
- Djaloukou
- Doumè
- Gobada
- Kpataba
- Lahotan
- Lèmal
- Logozohoué
- Monkpa
- Ottola
- Ouèssè
- Savalou-Aga
- Savalou-Agbado
- Savalou-Attakè
- Tchetti